# Masato Otaka
 (octobre 2018).
Masato Otaka est un architecte japonais. (né à Fukushima en 1923) et décédé en 2010. Il est connu pour avoir conçu le Musée d'art préfectoral de Fukushima.
Il a étudié architecture à l'Université de Tokyo.
Il s'intéresse à la planification urbaine et à la construction, en portant une attention particulière à l'utilisation de béton précontraint
. 

## Galerie

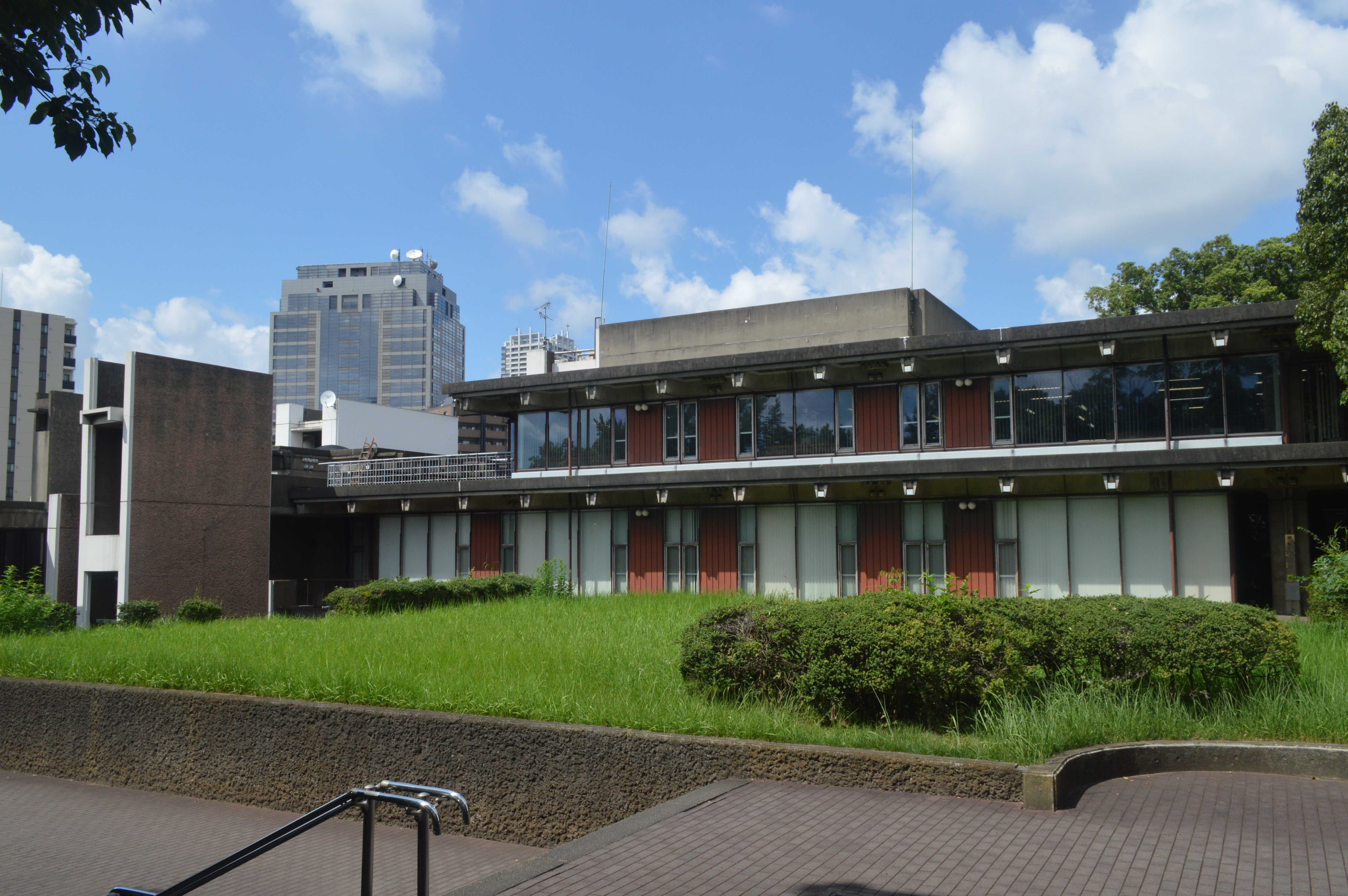
Bibliothèque à Chiba (architecte Masato Otaka).